# Encarsia paracitrella
Encarsia paracitrella är en stekelart som beskrevs av Evans och Andrew Polaszek 1997. Encarsia paracitrella ingår i släktet Encarsia och familjen växtlussteklar. Inga underarter finns listade i Catalogue of Life.